# Ýokary Liga (1993)
Ýokary Liga (1993) – 2. edycja najwyższej piłkarskiej klasy rozgrywkowej w Turkmenistanie. W rozgrywkach wzięło udział 10 drużyn, grając systemem kołowym w 2 rundach. 5 najlepszych zespołów zakwalifikowało się do grupy mistrzowskiej, w której rywalizowały o tytuł mistrza Turkmenistanu. Pozostałe 5 drużyn grało w grupie spadkowej, w której broniły się przed degradacją do niższej ligi. Tytuł obroniła drużyna Köpetdag Aszchabad. Tytuł króla strzelców zdobył Berdimyrat Nurmyradow, który w barwach klubu Köpetdag Aszchabad strzelił 25 goli.

## 1. runda
| Lp. | Drużyna              | M  | Z  | R | P  | Bramki | Bramki | Różn. | Pkt | Uwagi                               |
| --- | -------------------- | -- | -- | - | -- | ------ | ------ | ----- | --- | ----------------------------------- |
| 1   | Köpetdag Aszchabad   | 18 | 13 | 3 | 2  | 75     | 8      | +67   | 42  | Kwalifikacja do Grupy mistrzowskiej |
| 2   | FK Büzmeýin          | 18 | 12 | 4 | 2  | 27     | 14     | +13   | 40  | Kwalifikacja do Grupy mistrzowskiej |
| 3   | Nebitçi Nebitdag     | 18 | 12 | 3 | 3  | 54     | 13     | +41   | 39  | Kwalifikacja do Grupy mistrzowskiej |
| 4   | Merw Mary            | 18 | 9  | 4 | 5  | 31     | 19     | +12   | 31  | Kwalifikacja do Grupy mistrzowskiej |
| 5   | Daşoguz Taşauz       | 18 | 9  | 4 | 5  | 30     | 24     | +6    | 31  | Kwalifikacja do Grupy mistrzowskiej |
| 6   | Balkan Nebitdag      | 18 | 7  | 2 | 9  | 23     | 30     | −7    | 23  | Kwalifikacja do Grupy spadkowej     |
| 7   | Hazar Turkmenbaszy   | 18 | 6  | 4 | 8  | 19     | 27     | −8    | 22  | Kwalifikacja do Grupy spadkowej     |
| 8   | Lebap Çärjew         | 18 | 6  | 4 | 8  | 19     | 28     | −9    | 22  | Kwalifikacja do Grupy spadkowej     |
| 9   | Kolhozçy Türkmengala | 18 | 2  | 0 | 16 | 13     | 58     | −45   | 6   | Kwalifikacja do Grupy spadkowej     |
| 10  | TSHT Aşgabat         | 18 | 0  | 0 | 18 | 8      | 78     | −70   | 0   | Kwalifikacja do Grupy spadkowej     |

## 2. runda

### Grupa mistrzowska
| Lp. | Drużyna            | M | Z | R | P | Bramki | Bramki | Różn. | Pkt | Uwagi |
| --- | ------------------ | - | - | - | - | ------ | ------ | ----- | --- | ----- |
| 1   | Köpetdag Aszchabad | 8 | 6 | 2 | 0 | 21     | 4      | +17   | 20  |       |
| 2   | FK Büzmeýin        | 8 | 5 | 1 | 2 | 12     | 9      | +3    | 16  |       |
| 3   | Nebitçi Nebitdag   | 8 | 3 | 3 | 2 | 5      | 6      | −1    | 12  |       |
| 4   | Merw Mary          | 8 | 2 | 1 | 5 | 8      | 13     | −5    | 7   |       |
| 5   | Daşoguz Taşauz     | 8 | 0 | 1 | 7 | 3      | 17     | −14   | 1   |       |

### Grupa spadkowa
| Lp. | Drużyna              | M | Z | R | P | Bramki | Bramki | Różn. | Pkt | Uwagi             |
| --- | -------------------- | - | - | - | - | ------ | ------ | ----- | --- | ----------------- |
| 6   | Balkan Nebitdag      | 8 | 7 | 0 | 1 | 17     | 5      | +12   | 21  | Spadek do II ligi |
| 7   | Hazar Turkmenbaszy   | 8 | 6 | 0 | 2 | 16     | 5      | +11   | 18  | Spadek do II ligi |
| 8   | Lebap Çärjew         | 8 | 3 | 0 | 5 | 12     | 9      | +3    | 9   |                   |
| 9   | Kolhozçy Türkmengala | 8 | 3 | 0 | 5 | 4      | 15     | −11   | 9   | Spadek do II ligi |
| 10  | TSHT Aşgabat         | 8 | 1 | 0 | 7 | 8      | 23     | −15   | 3   | Spadek do II ligi |